# NGC 179
NGC 179 è una vasta galassia lenticolare situata nella costellazione della Balena.

## Scoperta
NGC 179 è stata scoperta il 7 dicembre 1886 dall'astronomo americano Francis Preserved Leavenworth.